# Załawki
Załawki (biał. Залаўкі; ros. Залавки) – wieś na Białorusi, w obwodzie witebskim, w rejonie głębockim, w sielsowiecie Koroby.

## Historia
W czasach zaborów wieś leżała w gminie Norzyca, w powiecie wilejskim w guberni wileńskiej Imperium Rosyjskiego.
W dwudziestoleciu międzywojennym wieś leżała w Polsce, w województwie wileńskim, w powiecie duniłowickim (od 1926 postawskim), w gminie Norzyca.
Według Powszechnego Spisu Ludności z 1921 roku zamieszkiwały tu 54 osoby, 8 było wyznania rzymskokatolickiego, a 46 prawosławnego. Jednocześnie 14 mieszkańców zadeklarowało polską, a 40 białoruską przynależność narodową. Było tu 8 budynków mieszkalnych. W 1931 w 12 domach zamieszkiwały 53 osoby.
Wierni należeli do parafii rzymskokatolickiej w Duniłowiczach i prawosławnej w Norzycy. Miejscowość podlegała pod Sąd Grodzki w Duniłowiczach i Okręgowy w Wilnie; właściwy urząd pocztowy mieścił się w Łasicy.
W 1938 roku miejscowość należała do gromady Wierecieje gminy Norzyca.
Po agresji ZSRR na Polskę w 1939 roku wieś znalazła się w granicach BSRR. W latach 1941–1944 była pod okupacją niemiecką. Następnie leżała w BSRR. Od 1991 roku w Republice Białorusi.
Do 1960 miejscowość wchodziła w skład sielsowietu Łasica.